# Pseudopleuronectes
Pseudopleuronectes es un género de peces pleuronectiformes de la familia Pleuronectidae.

## Especies
Se reconocen las siguientes especies:
- Pseudopleuronectes americanus
- Pseudopleuronectes herzensteini
- Pseudopleuronectes obscurus
- Pseudopleuronectes schrenki
- Pseudopleuronectes yokohamae